# Халілов Таїр Бекірович
Таїр Бекірович Халілов (нар. 6 вересня 1940, Карабай (нині Відродження), Старо-Кримського район, Кримської АРСР) — кримськотатарський письменник, член Національної Спілки письменників України.

## Життєпис
Таїр Бекірович Халілов народився 6 вересня 1940 року в селі Карабай (нині Відродження) Старо-Кримського району Кримської АРСР. Мати — Фатіме Халілова (1893—1945). Батько, Бекір Халілов (нар. 1892) — визнаний фахівець із тютюнництва, учасник ВДНГ у Москві. 18 травня 1944 року родину зі семи осіб (батьки і п'ятеро дітей) арештували і під конвоєм привезли на залізничну станцію Іслам-Терек (нині Кіровське). Звідти депортували в Макаріївський район Костромської області. Таїр зростав у дитячому будинку в Узбекистані. Після закінчення середньої школи з російською мовою навчання пройшов службу в армії. У 1969 році закінчив Ташкентський сільськогосподарський інститут, де отримав фах «вчений-агроном, плодоовочівник-виноградар». З 1969 до 1971 року працював у садвинрадгоспі «Ахангаран-2» Ташкентської області.
До Криму повернувся у травні 1990 року, поселився в селі Пушкіне Совєтського (Ічкінського) району.

## Діяльність
Таїр Халілов написав повість «Забрана Батьківщина», яка на реальних подіях і неспростовних фактах розповідає про геноцид кримсько-татарського народу. Рідною мовою її опублікували в журналі «Йылдыз», 2008 року, № 1-6 та 2009 рік № 1.

## Творча спадщина
- 2008 — Повість «Забрана Батьківщина»
- І народився день : збірка / Ісмаїл Гаспринський, Номан Челебіджіхан, Осман Акчокракли, Асан Сабрі Айвазов, Дженгіз Дагджи, Юсуф Болат, Шаміль Алядін, Уріє Едемова, Шевкет Рамазанов, Ервін Умеров, Таїр Халілов; пер. Майє Абдулганієва, Надія Гончаренко, Диляра Абібулаєва, Віктор Гуменюк, Данило Кононенко, Петро Коробчук, Шахсніє Дегерменджи, Таміла Сеітяг'яєва, Володимир Даниленко, Лідія Любимова. - Київ : Майстер книг, 2018. - 360 с. - (Кримськотатарська проза українською). - ISBN 9786177652013[1].

## Досягнення
- 4 грудня 2018 року Таїр Халілов став лауреатом спеціальної номінації «Внесок у розвиток кримськотатарської літератури»

## Критика
Повість кримськотатарського письменника гостро психологічна. Лейтмотив — очікування старим батьком повернення сина. За словами Миколи Скиби, історика, етнолога і арт-критика, «смертельне душевне напруження відкриває рани пам'яті, крізь які прозирає історія вигнання його родини із землі пращурів».
Вплив постмодернізму чи авангарду простежується у творах Т. Халілова, який «досліджує прикордонні стани людського існування, що робить його письмо близьким до філософії екзистенціалізму, зокрема в повісті «До останнього подиху»